# Синтија Ротрок
Синтија Ен Кристин Ротрок (енгл. Cynthia Rothrock; рођена 8. марта 1957. године у Вилмингтону) америчка је глумица и мајстор борилачких вештина. Ротрок има црни појас у седам борилачких вештина укључујући карате и теквондо и била је такмичар у највишим ранговима борилачких спортова, пре него што је почела да се бави глумом.

## Филмска каријера
Синтија је 1983. године потписала уговор са продукцијском кућом Golden Harvest из Хонг Конга. Две године касније је снимила свој први филм за њих У служби закона: Да госпођо (Yes, Madam) у ком је глумила са Мишел Јео. Филм је постигао велики успех, што је довело до њеног останка у Хонг Конгу до 1988. године где је снимила још седам филмова.